# Syzygiella concreta
Syzygiella concreta là một loài rêu tản trong họ Jungermanniaceae. Loài này được (Gottsche) Spruce miêu tả khoa học lần đầu tiên năm 1876.